# Popowia pauciflora
Popowia pauciflora är en kirimojaväxtart som beskrevs av Alexander Carroll Maingay, Joseph Dalton Hooker och Thomas Thomson. Popowia pauciflora ingår i släktet Popowia och familjen kirimojaväxter. IUCN kategoriserar arten globalt som akut hotad. Inga underarter finns listade i Catalogue of Life.